# Brit Awards de 2021
O Brit Awards de 2021 foi realizado em 11 de maio de 2021. Normalmente realizada em fevereiro, a cerimônia foi adiada devido à pandemia COVID-19. O Brit Awards de 2021 foi apresentado pelo comediante britânico Jack Whitehall, que apresenta a cerimônia desde 2018, igualando o recorde estabelecido por James Corden, ao apresentar a cerimônia em quatro anos consecutivos.

## Antecedentes
Com a chegada da pandemia COVID-19, onde o contato com outras pessoas foi proibido, o Brit Awards de 2021 foi realizado com uma audiência ao vivo limitada, como parte de um teste do governo do Reino Unido para testar a ideia de multidões sem distanciamento social. Oliver Dowden, chefe do Departamento de Assuntos Digitais, Cultura, Mídias e Esporte, anunciou que os britânicos se juntariam à final da Copa da Inglaterra e à final do Campeonato Mundial de Snooker, como eventos que contarão com multidões maiores do que o permitido pela lei na época. Dowden afirmou que "esses eventos de teste serão cruciais para encontrar maneiras de trazer fãs e público de volta com segurança, sem distanciamento social. Seremos guiados pela ciência e especialistas em medicina, mas trabalharemos de forma direta para que isso aconteça. Queremos fazer com que as pessoas voltem a desfrutar o que amam e garantirque algumas de nossas indústrias de crescimento mais importantes se recuperem. Essas são etapas importantes em direção ao verão seguro e especial que todos desejamos, e que estou totalmente focado em proporcionar."

## Alteração nas regras de elegibilidade
Para a cerimônia de 2021, a Indústria Fonográfica Britânica (BPI) alterou as regras de elegibilidade dos artistas para os BRIT Awards, bem como para o Mercury Prize, também organizado pela BPI. As regras atualizadas declaram que artistas e sua música são elegíveis para indicações se nascerem no Reino Unido, são portadores de passaporte britânico (incluindo indivíduos que possuam mais de um passaporte) ou viverem no Reino Unido por mais de cinco anos. A mudança foi gerada pela cantora e compositora Rina Sawayama que, apesar de morar no Reino Unido há vinte e seis anos, foi informada de que não poderia concorrer no BRITs ou no Mercury Prize por não ser cidadã britânica. Atualmente, Sawayama possui um passaporte japonês para manter laços com sua família que ainda mora lá e, de acordo com as regras do Japão, não tem autorização para ter dupla cidadania, o que levou os fãs a postarem #SawayamaIsBritish em protesto. Sawayama reuniu-se com representantes da BPI para discutir seus critérios de elegibilidade, e os convenceu a expandi-lo para que ela e outros artistas como ela possam ser indicados à prêmios de música.
Em 12 de março de 2021, o artista britânico vencedor de três BRIT Awards, Sam Smith, criticou os BRITs por continuar a usar as categorias com gênero Cantor Britânico e Cantora Britânica, pois elas excluem aqueles que não se enquadram em nenhuma dessas categorias. Smith assumiu-se como não binário em 2020 e, portanto, não é elegível para nenhum desses prêmios. Ele pediu mudança, afirmando que "o BRITs têm sido uma parte importante da minha carreira. Música para mim sempre foi sobre unificação, não divisão. Estou ansiosos por um momento em que as premiações possam refletir a sociedade em que vivemos. Vamos celebrar a todos, independentemente de sexo, raça, idade, habilidade, sexualidade e classe". Em resposta, um porta-voz da premiação explicou que "Sam é um artista britânico extraordinário e concordamos com o que ele disse hoje. O BRITs está comprometido com a evolução do programa e as categorias com gênero estão sob grande análise. Mas qualquer mudança feita para a premiação ser mais inclusiva precisa ser exatamente isso - se uma mudança acidentalmente leva à menos inclusão, então ela corre o risco de ser contraproducente para a diversidade e a igualdade. Precisamos consultar mais amplamente antes que alterações sejam feitas para garantir que façamos certo".

## Performances
| Artista                                            | Canção                                                                                          | Apresentado por |
| Pré-show                                           | Pré-show                                                                                        | Pré-show        |
| -------------------------------------------------- | ----------------------------------------------------------------------------------------------- | --------------- |
| Jessie Ware                                        | "Remember Where You Are"                                                                        | —               |
| Kurupt FM Craig David                              | "Summertime"                                                                                    | —               |
| Premiação                                          |                                                                                                 |                 |
| Coldplay                                           | "Higher Power"                                                                                  | Jackie Weaver   |
| Dua Lipa                                           | Medley: "Love Again" Physical" "Pretty Please" "Hallucinate" Don't Start Now" Future Nostalgia" | —               |
| Olivia Rodrigo                                     | "Drivers License"                                                                               | Jack Whitehall  |
| Arlo Parks                                         | "Hope"                                                                                          | Jack Whitehall  |
| Years & Years Elton John                           | "It's a Sin"                                                                                    | David Furnish   |
| The Weeknd                                         | "Save Your Tears"                                                                               | Jack Whitehall  |
| Griff                                              | "Black Hole"                                                                                    | Celeste         |
| Headie One AJ Tracey Young T & Bugsey              | "Ain't It Different" "Princess Cuts"                                                            | Jack Whitehall  |
| Rag'n'Bone Man P!nk Lewisham & Greenwich NHS Choir | "Anywhere Away from Here"                                                                       | Jack Whitehall  |

Notas
1. ↑  Apresentado ao vivo sobre uma plataforma no Rio Tâmisa, em Londres, Inglaterra, perto da Península de Greenwich.[6]
2. ↑  P!nk participou virtualmente devido às restrições de viagem do COVID-19 entre os Estados Unidos e a Inglaterra.[6]

## Vencedores e indicados
Os indicados ao prêmio Estrela em Ascensão foram  anunciados em 11 de março de 2021, e o vencedor foi anunciado em 19 de março. Os indicados nas outras categorias serão anunciados em 31 de março de 2021, pelo DJ da BBC Radio 1 Nick Grimshaw e pela vencedora do prêmio Estrela em Ascensão de 2021, Griff.
Em 9 de maio de 2021, foi anunciado que Taylor Swift receberia o prêmio Ícone Global no Brit Awards de 2021, tornando-a a primeira cantora e a primeira artista não britânica a receber o prêmio "em reconhecimento ao seu imenso impacto na música em todo o mundo e incrível repertório e conquistas até hoje".
| Álbum do Ano (apresentado por Lewis Capaldi) | Single Britânico (apresentado por Boy George) |
| --- | --- |
| - Dua Lipa – Future Nostalgia - Jessie Ware – What's Your Pleasure? - Arlo Parks – Collapsed in Sunbeams - J Hus – Big Conspiracy - Celeste – Not Your Muse | - Harry Styles – "Watermelon Sugar" - 220 Kid e Gracey – "Don't Need Love" - Aitch e AJ Tracey com part. de Tay Keith – "Rain" - Dua Lipa – "Physical" - Headie One, AJ Tracey e Stormzy – "Ain't It Different" - Joel Corry com part. de MNEK – "Head & Heart" - Nathan Dawe com part. de KSI – "Lighter" - Regard e Raye – "Secrets" - S1mba com part. de DTG – "Rover" - Young T & Bugsey com part. de Headie One – "Don't Rush" |
| Cantor (apresentado por Kurupt FM) | Cantora (apresentado por Mabel e MNEK) |
| - J Hus - Joel Corry - AJ Tracey - Headie One - Yungblud | - Dua Lipa - Arlo Parks - Lianne La Havas - Jessie Ware - Celeste |
| Grupo Britânico (apresentado por Adam Lambert e Olly Murs)                                                                                                  | Artista Revelação (apresentado por Clara Amfo e Maya Jama) |
| - Little Mix - Bicep - The 1975 - Biffy Clyro - Young T & Bugsey                                                                                            | - Arlo Parks - Celeste - Young T & Bugsey - Bicep - Joel Corry |
| Cantor Internacional (apresentado por Michelle Obama) | Cantora Internacional (apresentado por Annie Mac) |
| - The Weeknd - Burna Boy - Childish Gambino - Tame Impala - Bruce Springsteen                                                                               | - Billie Eilish - Cardi B - Taylor Swift - Ariana Grande - Miley Cyrus |
| Grupo Internacional (apresentado por Billy Porter) | Prêmio Estrela em Ascensão (apresentado por Celeste) |
| - Haim - Foo Fighters - Fontaines D.C. - Run the Jewels - BTS                                                                                               | - Griff - Pa Salieu - Rina Sawayama |
| Prêmio Ícone Global (apresentado por Maisie Williams) | |
| Taylor Swift | |